# Верховный революционный совет Сомали
Верховный революционный совет Сомали  (англ. Supreme Revolutionary Council, итал. Consiglio Rivoluzionario Supremo) — высший исполнительный, законодательный и судебный орган Сомалийской Демократической Республики  в 1969—1976 годах. После введения 21 октября 1980 года чрезвычайного положения был восстановлен, но уже не играл прежней роли, дублируя функции партийных и государственных органов.

## Создание Верховного революционного совета
Верховный революционный совет Сомали был создан командованием сомалийской армии и полиции во время переворота в ночь с 20 на 21 октября 1969 года, позже названного официальной пропагандой «Октябрьской революцией». Во время переворота радио сообщило о создании ВРС, однако некоторое время фамилии его членов не оглашались. В переданном по радиостанции «Голос сомалийского народа» заявлении Верховного революционного совета было объявлено о переименовании Сомалийской Республики в Сомалийскую Демократическую Республику и о том, что страна «пойдёт по пути социалистического развития» . 23 октября вышел первый номер газеты «Октобер стар» с 1-й Хартией революции, официальным документом ВРС, ставшим политической программой будущей деятельности Верховного революционного совета, а 29 октября 1969 года в Могадишо был опубликован Закон № 1, согласно которому ВРС стал исполнять функции президента республики, Национального собрания и Верховного суда. 2 ноября был впервые опубликован состав ВРС из 25 человек во главе с генерал-майором Мухаммедом Сиадом Барре.

## Состав Верховного революционного совета Сомалийской Демократической Республики
| Первый состав Верховного революционного совета Сомалийской Демократической Республики | |                                         |
| Имя                                                                                   | Государственный пост | Период                                  |
| генерал-майор Мухаммед Сиад Барре (армия)                                             | Президент Сомалийской Демократической Республики                                                                                     | 21 октября 1969 года — 1 июля 1976 года |
| генерал-майор Джама Али Куршель (полиция)                                             | 1-й вице-президент ВРС и Сомалийской Демократической Республики, государственный секретарь внутренних дел                            | 21 октября 1969 года — апрель 1970 года |
| бригадный генерал Мухаммед Айнанше Гулед (армия)                                      | 2-й вице-президент ВРС и Сомалийской Демократической Республики                                                                      | 21 октября 1969 года — 5 мая 1971 года  |
| бригадный генерал Хусейн Кулмие Афрах (полиция)                                       | Вице-президент ВРС и Сомалийской Демократической Республики Сомали (с 1971 года), государственный секретарь внутренних дел           | 21 октября 1969 года — 1 июля 1976 года |
| бригадный генерал Салаад Гавейре Кедие (армия)                                        | Государственный секретарь общественных работ                                                                                         | 21 октября 1969 года — 5 мая 1971 года  |
| бригадный генерал Мухаммед Али Самантар (армия)                                       | Вице-президент Демократической Республики Сомали, государственный секретарь по делам обороны (с 1971 года)                           | 21 октября 1969 года — 1 июля 1976 года |
| бригадный генерал Абдалла Мухаммед Фадил (армия)                                      | Начальник Генерального штаба Сомалийской национальной армии                                                                          | 21 октября 1969 года — 1 июля 1976 года |
| полковник Али Маттан Хаши (армия)                                                     | | 21 октября 1969 года — 1 июля 1976 года |
| полковник Ахмед Махмуд Адде (полиция)                                                 | | 21 октября 1969 года — 1 июля 1976 года |
| полковник Махмуд Мире Мусе (полиция)                                                  | | 21 октября 1969 года — 1 июля 1976 года |
| подполковник Исмаил Али Абукар (армия)                                                | Вице-президент ВРС и Сомалийской Демократической Республики, государственный секретарь по делам информации и национальной ориентации | 21 октября 1969 года — 1 июля 1976 года |
| подполковник Ахмед Сулейман Абдулла (армия)                                           | Председатель Комитета национальной безопасности Сомалийской Демократической Республики                                               | 21 октября 1969 года — 1 июля 1976 года |
| подполковник Мухаммед Шейх Осман (полиция)                                            | | 21 октября 1969 года — 1 июля 1976 года |
| подполковник Мухаммед Али Шир (армия)                                                 | | 21 октября 1969 года — 1 июля 1976 года |
| подполковник Махмуд Гелле (армия)                                                     | Председатель Суда безопасности | 21 октября 1969 года — 1 июля 1976 года |
| подполковник Фарах Вайес Далле (армия)                                                | | 21 октября 1969 года — 1 июля 1976 года |
| подполковник Ахмед Махмуд Фарах (армия)                                               | Государственный секретарь промышленности и торговли, государственный секретарь связи                                                 | 21 октября 1969 года — 1 июля 1976 года |
| подполковник Ахмед Хасан Муса (армия)                                                 | | 21 октября 1969 года — 1 июля 1976 года |
| майор Абдиразак Мухаммед Абукар (армия)                                               | | 21 октября 1969 года — 1 июля 1976 года |
| майор Мухаммед Башир Юсуф Элми (армия)                                                | | 21 октября 1969 года — 1 июля 1976 года |
| майор Абдулкадир Хаджи Мухаммед (армия)                                               | | 21 октября 1969 года — 1 июля 1976 года |
| майор Мухаммед Омар Джесс (армия)                                                     | | 21 октября 1969 года — 1 июля 1976 года |
| майор Осман Мухаммед Джелле (армия)                                                   | | 21 октября 1969 года — 1 июля 1976 года |
| майор Муса Рабиллех Год (армия)                                                       | | 21 октября 1969 года — 1 июля 1976 года |
| майор Абди Восэйм Исак (армия)                                                        | | 21 октября 1969 года — 1 июля 1976 года |

.
В период существования Верховного революционного совета его состав подвергался некоторым изменениям. Однако составлявшие основу Совета 16 высших офицеров сохраняли позиции до момента его роспуска и составили ядро Центрального комитета Сомалийской революционной социалистической партии, а пять ведущих членов ВРС образовали Политбюро ЦК СРСП.

## Структура и функции Верховного революционного совета
Согласно Закону № 1 от 29 октября 1969 года, Верховный революционный совет взял на себя все функции, ранее выполняемые президентом республики, Национальным собранием, Советом министров, также стал высшим судебным органом. Он стал высшим органом Сомали, определяющим политику страны.
Председатель ВРС являлся также президентом Сомалийской Демократической Республики и главнокомандующим вооружёнными силами. На практике председатель Совета генерал Сиад Барре, и без того являющийся безраздельным хозяином страны, занимал также пост председателя Совета государственных секретарей (правительства).
Члены ВРС входили в состав четырёх государственных комитетов:
- Государственный комитет политики и социальных дел;
- Государственный экономический комитет;
- Государственный юридический комитет;
- Государственный комитет по вопросам безопасности.

Комитеты ВРС занимались разработкой рекомендаций и контролем над деятельностью находившихся в их компетенции министерств (государственных секретариатов) и ведомств.
ВРС назначал Совет государственных секретарей (правительство) Сомалийской Демократической Республики в составе от 14 до 19 человек, с 1974 года в основном гражданских лиц. Основные законы и нормативные акты принимались на совместном заседании Верховного революционного совета и Совета государственных секретарей. Решения принимались большинством голосов, однако обсуждения вопросов проводились редко.
При этом ВРС не брал на себя функцию назначения руководителей местных органов власти, передав её в ведение Государственного секретариата внутренних дел, который возглавлял вице-президент ВРС бригадный генерал Хусейн Кулмие Афрах. Представители армии и полиции, включая некоторых членов ВРС, возглавили правительственные ведомства и общественные организации, взяли под контроль финансы, торговлю и другие отрасли экономики, а также заменили на местах гражданских руководителей областей и районов. Одновременно была проведена децентрализация и количество областей увеличилось. Существовал Национальный комитет по связям с общественностью при Верховном революционном совете, который ведал вопросами идеологического воспитания населения , и который в 1973 году был заменён Политическим управлением Верховного революционного совета (сомал. Xafiiska Siyassadda Qaranka). В ВРС за идеологию отвечал вице-президент Исмаил Али Абукар.
В 1970 году была учреждена награда — бронзовая «Медаль Верховного революционного совета»

## История Верховного революционного совета
Верховный революционной совет контролировал все сферы жизни Сомали, особенно после отмены в феврале 1970 года Конституции 1960 года . В апреле 1970 года были введены суды национальной безопасности, которые развернули чистку в политических и предпринимательских кругах, а также и в армии. В сентябре 1970 года ВРС объявил, что любой человек, который станет наносить вред национальному единству, миру, или суверенитету Страны, может быть приговорен к смертной казни. Власти заявили, что будет наказан каждый, кто распространяет ложные слухи относительно нового режима . При этом в эпоху правления ВРС были предприняты серьёзные меры по развитию экономики, по ликвидации неграмотности, преодолению трайбализма и коррупции. Сомали установило тесные отношения с СССР, и в стране началась подготовка к созданию правящей партии авангардного типа. 1 июля 1976 года на учредительном съезде Сомалийской революционной социалистической партии Верховный революционный совет был распущен, его функции были распределены между президентом Сомалийской Демократической Республики и Центральным комитетом СРСП.

## Восстановление Высшего революционного совета
21 октября 1980 года, после введения в Сомали чрезвычайного положения и частичной отмены Конституции 1979 года, Верховный революционный совет был восстановлен. При нём были созданы комитеты:
- Комитет обороны и безопасности: председатель — генерал-лейтенант Мухаммед Али Самантар, вице-председатель бригадный генерал Ахмед Сулейман Абдулла;
- Экономический комитет: председатель — генерал-майор Абдулла Мухаммед Фадил; вице-председатель полковник Ахмед Махмуд Фарах;
- Политический комитет: председатель — бригадный генерал Исмаил Али Абукар;
- Социальный комитет: председатель — генерал-майор Хусейн Кулмие Афрах;

Была также сформирована Общественная ревизионная комиссия под председательством бригадного генерала Махмуда Джелле.
Однако воссозданный Верховный революционный совет уже не играл прежней роли, так как его функции дублировали президентские структуры, Центральный комитет Сомалийской революционной социалистической партии и формально наделённое законодательными функциями Народное собрание. Хаос в государственной системе управления, неизбежный после восстановления ВРС, предотвращался только ключевой фигурой генерала Сиада Барре, который возглавлял и страну, и ВРС, и партию, и правительство. Вскоре новый Верховный революционный совет потерял всякое значение, все решения принимались либо государственными органами, либо руководящими органами СРСП.